# Wing Tsun
Wing Tsun (詠春) es un arte marcial de origen chino basado en el boxeo chino, deriva del Wing Chun, liderada por Leung Ting.
El deletreo fonético particular del Wing Tsun fue escogido por su fundador Leung Ting para diferenciarlo de otros estilos de Wing Chun.
WingTsun (sin el espacio) es la marca registrada utilizada por la Asociación Internacional del WingTsun (IWTA), no el nombre del estilo.

## Introducción
WingTsun / Wing Chun / Ving Tsun / Wing Tjun
El WingTsun es un arte marcial de origen chino. Su historia es confusa ya que ésta siempre pasó de maestro a discípulo por tradición oral con lo cual es difícil saber que se olvidó y que parte es realidad o leyenda. Como ejemplo tenemos la historia de la monja shaolin Ng Mui que enseñó su estilo de combate a la joven Yim Wing-chun (de ella el arte cogería su nombre, canto de primavera) para poder defenderse de un matón local que quería ser su marido. Otras tradiciones narran que tras la quema de Shaolin el abad Chi sim, que era el maestro de una de las salas del templo, llamada Wing Chun dim (sala de la eterna primavera) escapa y se oculta dentro de las trouppe de opera china en los juncos rojos y allí enseñó su arte.
Sea verdad o no, de lo que si podemos hablar con seguridad es de la genialidad del WingTsun. Un estilo simple y directo, que da una libertad total a su practicante siempre que aplique unas teorías y unos principios de combate que funcionan en cualquier situación y que puede ser practicado por todo el mundo ya que no implica tener una gran condición física.
Esto ha dado origen a que no exista un único WingTsun sino que generación tras generación éste se haya ido adaptando a los tiempos y a cada practicante. Con lo cual hablamos de un arte marcial siempre vivo.
El objetivo del WingTsun (o comúnmente abreviado WT) es ser un realistico sistema de defensa personal. WT no se enfoca en combatir con “técnicas” de pelea, sino en confiar en los principios del combate y la energía para poder ser utilizados todo el tiempo. 
La idea central es esa, bajo presión es imposible poder visualmente reconocer la dirección y velocidad exacta de un ataque y realizar conscientemente una efectiva reacción y protección, todo dentro de la breve cantidad de tiempo que se tiene antes de que el oponente realice su ataque. En su lugar, uno debe atacar inmediatamente de una manera muy directa y protegida y confiar en los reflejos para determinar cómo reaccionar si el ataque del oponente continúa siendo un problema. Ji Sao , o Chi Sao es entrenado por los estudiantes para responder reflexivamente a la velocidad, a la fuerza, y a la dirección de un ataque, basada en la información táctil que el cerebro humano procesa mucho más rápidamente que la información visual. 
La diferencia principal entre el Wing Tsun y otros estilos de Wing Chun es el método de enseñanza que tiene el WT. El creador del estilo, Sifu Leung Ting, desarrolló el sistema para que pueda ser más fácil de aprender y enseñar y lo comparó a estilos más tradicionales del Wing Chun. Esta idea fue desarrollada más adelante por el Sifu Keith Kernspecht en Alemania, introduciendo muchas de las formas específicas del WT (como las “Formas de la Pierna”). Con respecto a otros estilos el WT tiene una forma de ser enseñado y aplicado mucho más moderna.

### La Familia en WingTsun Kung Fu
Durante generaciones el WT fue un arte marcial secreto transmitido dentro de la familia o clan. No todo el mundo era aceptado como alumno, siendo un honor el ser admitido, el trato con tus compañeros y maestro reflejaba la relación marcial-familiar.
Las personas que lograban el status de SIFU (maestro) eran personas muy respetadas dentro de la sociedad china. En WT no todos los profesores son sifu. Obtener el nivel de sifu es muy difícil ya que hay que demostrar gran maestría técnica y a su vez tener alumnos a su cargo que hayan alcanzado un gran nivel técnico ( que es la garantía que demuestra que eres un buen maestro).
Actualmente se sigue usando esta terminología, por lo tanto debes llamar SIFU o SIHING (dependiendo de su nivel) a tu profesor, como señal de respeto y reconocimiento del trabajo realizado para llegar a ese nivel.
Dai sifu: gran maestro.
Sigong: el sifu de tu sifu (abuelo dentro de las artes marciales).
Sifu: maestro (padre dentro de las artes marciales).
Simo: maestra o mujer de tu sifu.
Sipak: compañero de entreno de tu sifu.
Sihing/ Sije: compañero de entreno más antiguo que tú. (hermano/a mayor).
Sipak: hermano mayor de tu sifu (tío).
Sisuk: hermano menor de tu sifu (tío).
To dai: alumno.
To suen: alumno de tu alumno.

### Terminología Técnica Básica
Bart cham dao: cuchillos de ocho cortes (cuchillos mariposa). Se estudian en el nivel de maestro.
Biu Tze: forma más avanzada y secreta de mano vacía enseñada por el maestro Yip Man. (significa "dedos penetrantes").
Bong gerk: defensa de pierna en forma de ala (interior).
Bon sao: segunda reacción. Brazo en forma de ala.
Cham sao: tercera reacción. Hundir el codo.
Chi gerk: piernas pegajosas.
Chi sao: manos pegajosas.
Chum kiu: segunda forma de WT. Significa "hundiendo puentes"
Darn chi sao: ejercicio de chisao con una mano.
Daap sao: ciclo de chisao y huen sau pensado para la introducción al chisao.
Fak sao: mano de látigo (golpe del revés)
Fook sao: mano de control.
Gaun sao: mano de corte.
Gum sao: mano que hunde.
Huen sao: rotación de muñeca.
Jarn: codo
Jut sao: mano puente.
Kao sao: cuarta reacción en la cual subimos el codo ante la presión interior hacia afuera.
Kay lung ma: posición "Montando el dragón". Usada para hacer la forma.
Kung fu: habilidad, trabajo bien hecho, ya sea en artes marciales o en la vida.
Kwai ma: posición de rodilla en tierra para controlar y golpear a un enemigo.
Kwan: bastón.
Lan sao: brazo en forma de barrera.
Lap sao: mano que agarra (tirón descendente)
Look din poon kwan: bastón de seis puntas y media.
Man sao: mano adelantada de la guardia.
Mook Yang Chong: muñeco de madera.
Pak sao: mano de palmada.
Saam Pai Fut: rezando tres veces a Buda
Saam Sing jong: muñeco de tres estrellas
Siu nim tao: forma de la pequeña idea.
Tan gerk: defensa exterior de pierna.
Tan sao: primera reacción. Palma hacia arriba.
Wing Chun Kuen: puño de la eterna primavera.
Wu sao: mano atrasada de la guardia.
Yee Jee keung yeung ma: posición de aducción del número dos (IRAS). Es la posición en la cual solemos realizar Siu nim tao

## Origen
Como descendiente del Wing Chun, el Wing Tsun comparte gran cantidad de su historia. De hecho ramifica solamente después de la muerte de Ip Man, y como estudiante Leung Ting decide tomar lo aprendido de su maestro para poder enseñarlo de una manera mucho más directa de la que fue enseñada siempre en el Wing Chun tradicional. 
Ving Tsun, así fue como el Patriarca Ip Man denominó a este Arte Marcial al escribirlo por primera vez con caracteres occidentales, y así fue como denominó también a su Asociación de Wing Tsun en Hong Kong. 
La importancia que tiene el seguir transmitiendo el Sistema Ving Tsun Puro, es fundamental, ya que el principio en el que se basa este Sistema según lo concibió su creadora, es precisamente el Principio de la Simplicidad. 
El linaje oficial del Ving Tsun es el siguiente:
Ng Mui(五枚)
- Yim Wing Chun (嚴詠春)
  - Leung Bok Chau (梁博儔)
    - Leung Lan Kwai (梁蘭桂)
      - Wong Wah Bo (黃華寶) & Leung Yee Tei (梁二娣)
        - Leung Jan (梁贊)
          - Chan Wah Shun (陳華順)
            - Yip Man (葉問)